# Nina Proll
Nina Proll (Viena, 12 de enero de 1974) es una actriz, bailarina y cantante austríaca.

## Vida
Creció en Waldviertel, cerca de la frontera con la República Checa, y a la edad de trece años se trasladó a Viena. A los dieciséis años hizo un curso de actuación y recibió clases de baile y canto. Después de su Matura en el Gymnasium Sacre Coeur Wien estuvo un año en el Theater an der Wien Studios del Vereinigten Bühnen Wien y luego estuvo dos años en el Performing Arts Studios Vienna, donde se graduó en 1996. Durante su estancia en ese centro participó en los musicales Jesus Christ Superstar y Sweet Charity.
Su primer gran éxito cinametográfico llegó en el año 1999 con la película de Barbara Albert Faldas del norte; por su actuación recibió el Premio Marcello Mastroianni del Festival Internacional de Cine de Venecia y el premio Shooting Star otorgado por la European Film Promotion en el Festival Internacional de Cine de Berlín.
En el año 2007 participó en el programa de televisión austríaco Dancing Stars junto con Balázs Ekker, donde llegaron a la sexta ronda.
Desde julio de 2008 está casada con el actor austríaco Gregor Bloéb; en junio de ese año tuvieron a su primer hijo y en noviembre de 2010 al segundo.

## Filmografía

### Películas
- 1995: Auf Teufel komm raus
- 1998: Hinterholz 8
- 1998: Slidin' – Alles bunt und wunderbar
- 1998: Suzie Washington
- 1999: Faldas del norte
- 2000: Die Fremde
- 2000: Ternitz, Tennessee
- 2000: Komm, süßer Tod
- 2002: Amen.
- 2002: Ikarus
- 2002: Am anderen Ende der Brücke
- 2002: The Unknown Man (cortometraje)
- 2003: September
- 2005: Antikörper
- 2005: Die Quereinsteigerinnen
- 2005: Wir leben
- 2006: Fallen
- 2007: Keinohrhasen
- 2008: Los Buddenbrook
- 2012: Was weg is, is weg
- 2012: Frohes Schaffen – Ein Film zur Senkung der Arbeitsmoral
- 2013: Talea
- 2016: Center of My World
- 2013: Dampfnudelblues

### Películas para televisión
- 1995: Das Kapital
- 1995: Lovers
- 1997: Fröhlich geschieden
- 1998: Single Bells
- 1998: Quintett komplett
- 1999: Jahrhundertrevue

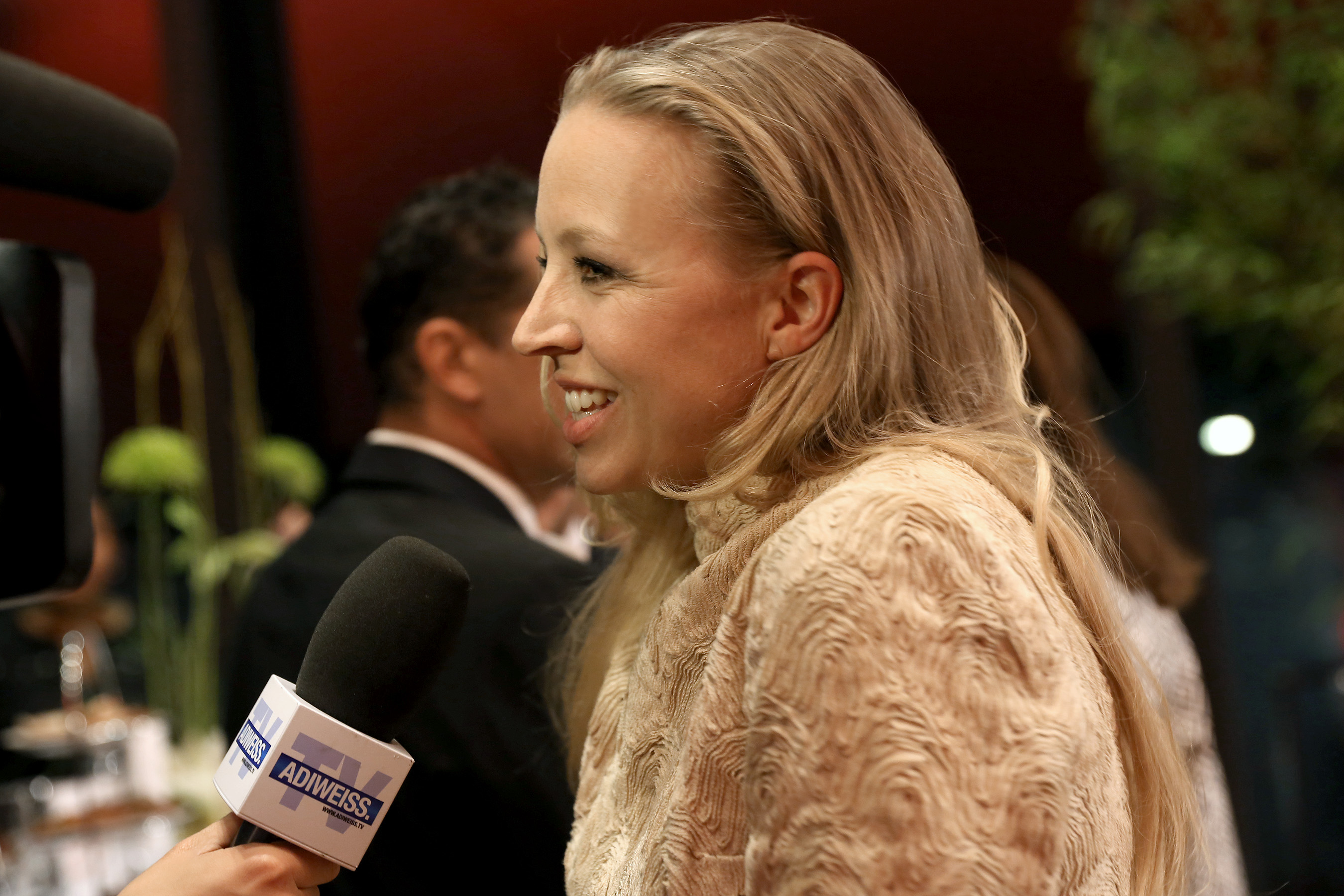
Nina Proll entrevistada en el año 2013.

- 1999: Zwei Frauen, ein Mann und ein Baby
- 2001: Lettre d’une inconnue
- 2001: Der Bestseller – Millionencoup auf Gran Canaria
- 2001: Zwölfeläuten
- 2001: Spiel im Morgengrauen
- 2002: Geld macht sexy
- 2004: Erbin mit Herz
- 2006: Leo
- 2006: Der beste Lehrer der Welt
- 2007: Tarragona – Ein Paradies in Flammen
- 2007: Tango zu dritt
- 2008: Gott schützt die Liebenden
- 2011: Spuren des Bösen

### Papeles en series de televisión
- 1995: Aus heiterem Himmel
- 1996: Kommissar Rex
- 1998: Die Neue – Eine Frau mit Kaliber
- 1999: SOKO 5113
- 1999: Medicopter 117
- 1999: Die Rote Meile
- 1999–2000: Kaisermühlen Blues
- 1999, 2000 y 2012: Tatort
- 2001: MA 2412
- 2000: Schlosshotel Orth
- 2005–2008: Mutig in die neuen Zeiten
- 2005: Im Reich der Reblaus
- 2006: Die Pro7 Märchenstunde
- 2011: Schnell ermittelt
- 2012: Braunschlag

## Musicales
- 1994: Jesus Christ Superstar
- 1995: Sweet Charity
- 1996: Cabaret
- 1998: Kiss Me, Kate
- 1998: Nonnsens
- 1998: Stadt der Engel
- 2000: Fame – Der Weg zum Ruhm
- 2004: Barbarella

## Discos
- 1996: Cabaret (CD del musical)
- 2001: Belle de Jour
- 2003: Art of Pretending
- 2004: 12 Songs, nicht die Schlechtesten
- 2006: Nina Proll live
- 2013: Lieder eines Armen Mädchens

## Audiolibros
- 2013: Bauernleben – Vom alten Leben auf dem Lande (Kurt Bauer). ISBN 978-3-902727-19-0

## Premios y distinciones
Festival Internacional de Cine de Venecia
| Año  | Categoría                                                      | Película | Resultado |
| ---- | -------------------------------------------------------------- | -------- | --------- |
| 1999 | Premio Marcello Mastroianni al mejor actor o actriz revelación | Nordrand | Ganadora  |